# Dorfkirche Lübow

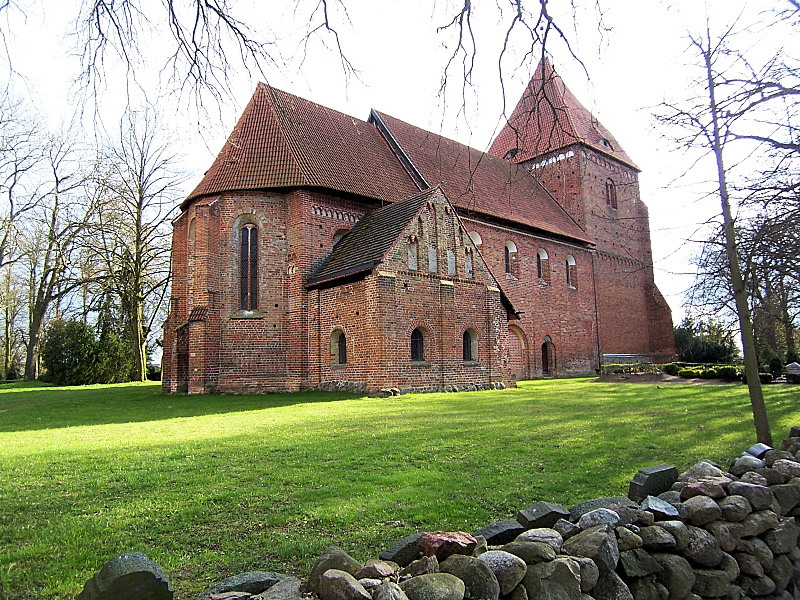
Dorfkirche Lübow

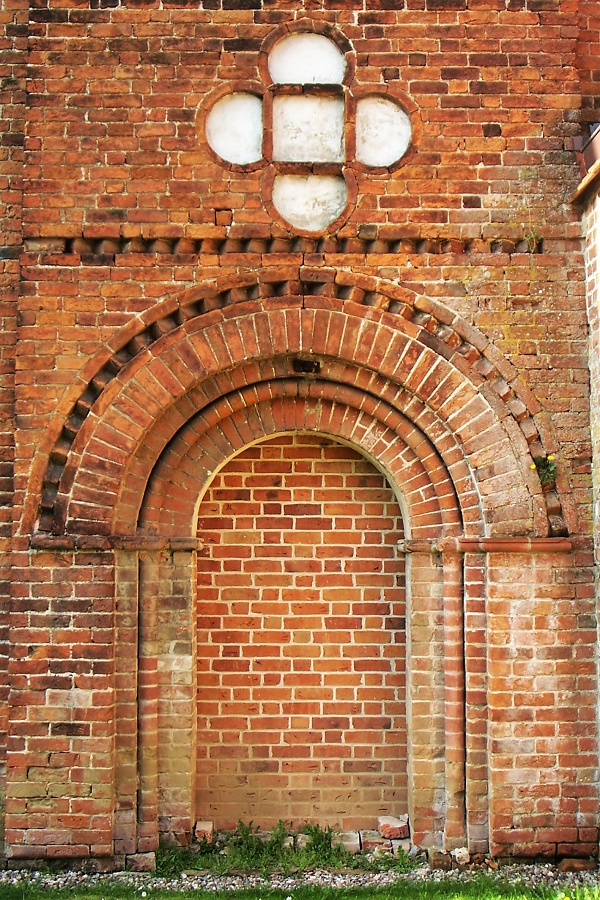
Seitliches Portal

Die evangelisch-lutherische Dorfkirche Lübow ist ein denkmalgeschütztes Kirchengebäude in Lübow im Landkreis Nordwestmecklenburg (Mecklenburg-Vorpommern). Die Kirchengemeinde Lübow ist mit den Kirchengemeinden Hornstorf/Goldebee und Zurow verbunden, sie liegen in der Kirchenregion Wismar.

## Geschichte und Architektur
Die Kirche ist eine der ältesten Kirchen in Mecklenburg. Der Backsteinbau wurde 1210 als Basilika begonnen und nach einer Planänderung als einschiffiges Gebäude fortgeführt. Bis 1227 wurde die Kirche mit eingezogenem Chor mit Rundapsis und einer Nordsakristei errichtet. Der mächtige Westturm wurde zwischen 1250 und 1260 aufgemauert. Bei Umbauarbeiten im 14. Jahrhundert wurde die Apsis erhöht, der Chor und die Apsis wurden eingewölbt, Strebepfeiler wurden angebaut. Die Sakristei wurde in der zweiten Hälfte des 15. Jahrhunderts vergrößert, gleichzeitig wurde die Südvorhalle angebaut und die östlichen Seitenschiffjoche wurden niedergelegt. Die Laibung der Rundbogenfenster ist schräg ausgeführt, die verlängerten Apsisfenster wurden vermutlich im 19. Jahrhundert zweigeteilt. Die rundbogigen Portale sind sehr reich gestaltet. Das Gewände des Südportals ist gestuft. Der schlichte Eingang an der Nordseite ist in einer rechteckigen Mauervorlage mit Kleeblattbogen überfangen. Der sorgfältig ausgeführte Bau ist durch Lisenen, Friese und ein Sockelprofil klar gegliedert.
Die Turmhalle ist zum flachgedeckten Schiff mit einem hohen Rundbogen geöffnet. An der östlichen Seite des Schiffes sind die zugesetzten Arkaden zu sehen. In den Chor wurde ein kuppeliges Kreuzrippengewölbe eingezogen, in die Apsis ein vierteiliges Rippengewölbe. Die Sakristei ist mit einer flachen Decke ausgestattet, es sind noch der Rest einer Mittelstütze und die Ansätze des ehemaligen Gewölbes erhalten. Die Patronatslogen an der Südseite des Chores wurden 1585 in der Art der Nischenarchitektur gebaut; die an der Nordseite wurden 1729 eingebaut und 1769 mit einem reich verzierten Obergeschoss mit Engelsfiguren und Wappenbekrönung erweitert. An der Chorsüdwand sind Wandmalereien vom 13. und 14. Jahrhundert erhalten.

## Ausstattung
- Der Altaraufsatz wurde im 18. Jahrhundert angefertigt. Der dreigeschossige architektonische Aufbau ist mit verschiedenen Gemälden ausgestattet. Das Kreuzigungsgemälde im Hauptfeld ist von Säulenpaaren und Heiligenfiguren flankiert. Die Medaillons in den Wangen zeigen Christus in Gethsemane und das Verhör vor Kaiphas. Die Bilder in den Obergeschossen stellen die Grablegung sowie die Auferstehung dar. Der Aufsatz wird von einem triumphierenden Christus bekrönt.
- Die Predella mit einem Abendmahlgemälde ist wohl eine Arbeit des 17. Jahrhunderts.
- Der Taufengel aus Holz wurde um 1769 geschnitzt.
- Die Kanzel mit Aufgang und Schalldeckel wurde im 18. Jahrhundert eingebaut. Sie ist am geschwungenen Korb mit Rocailles verziert.
- Das Epitaph für Ludolf von Bassewitz wurde 1626 aus Sandstein errichtet. Es ist mit einer Ahnenprobe und einen Kreuzigungsrelief aus Alabaster ausgestattet.
- Die Orgel ist ein Werk von Friedrich Wilhelm Winzer aus dem Jahr 1850 mit 9 Registern und einer Transmission auf zwei Manualen und Pedal, das 1998 von der Firma Nußbücker restauriert wurde.[2]